# Königstein, Amberg-Sulzbach
Königstein, cũng gọi là Königstein (Oberpfalz) để phân biệt với địa danh khác Königstein, là một thị xã tại huyện Amberg-Sulzbach, bang Bayern, Đức. Đô thị này có cự ly 45 km về phía đông bắc Nuremberg.
Tại đây có sân golf Königstein Lưu trữ ngày 3 tháng 2 năm 2009 tại Wayback Machine (tiếng Đức) 18 lỗ.

## Các khu vực dân cư
- Bischofsreuth
- Breitenstein
- Döttenreuth
- Fichtenhof
- Funkenreuth
- Gaißach
- Hannesreuth
- Kürmreuth
- Loch
- Lunkenreuth
- Mitteldorf
- Mönlas
- Namsreuth
- Pruihausen
- Röslas
- Wildenhof
- Windmühle
- Ziegelhütte

## Kết nghĩa
- Königstein im Taunus, Hesse, Đức
- Königstein (Sächsische Schweiz), Saxony, Pháp